# Tonak
 TONAK a.s.  (zkratka ze slov TOvárna NA Klobouky) je tradiční český výrobce klobouků a pokrývek hlavy s historií sahající až do roku 1799, kdy Jan Nepomuk Hückel založil v Novém Jičíně kloboučnickou manufakturu. Dnes patří mezi nejvýznamnější světové producenty v tomto oboru. 
Společnost provozuje dva výrobní závody: v Novém Jičíně, kde se zaměřuje na plstěné klobouky a polotovary, a ve Strakonicích, kde se vyrábějí pletené pokrývky hlavy. 

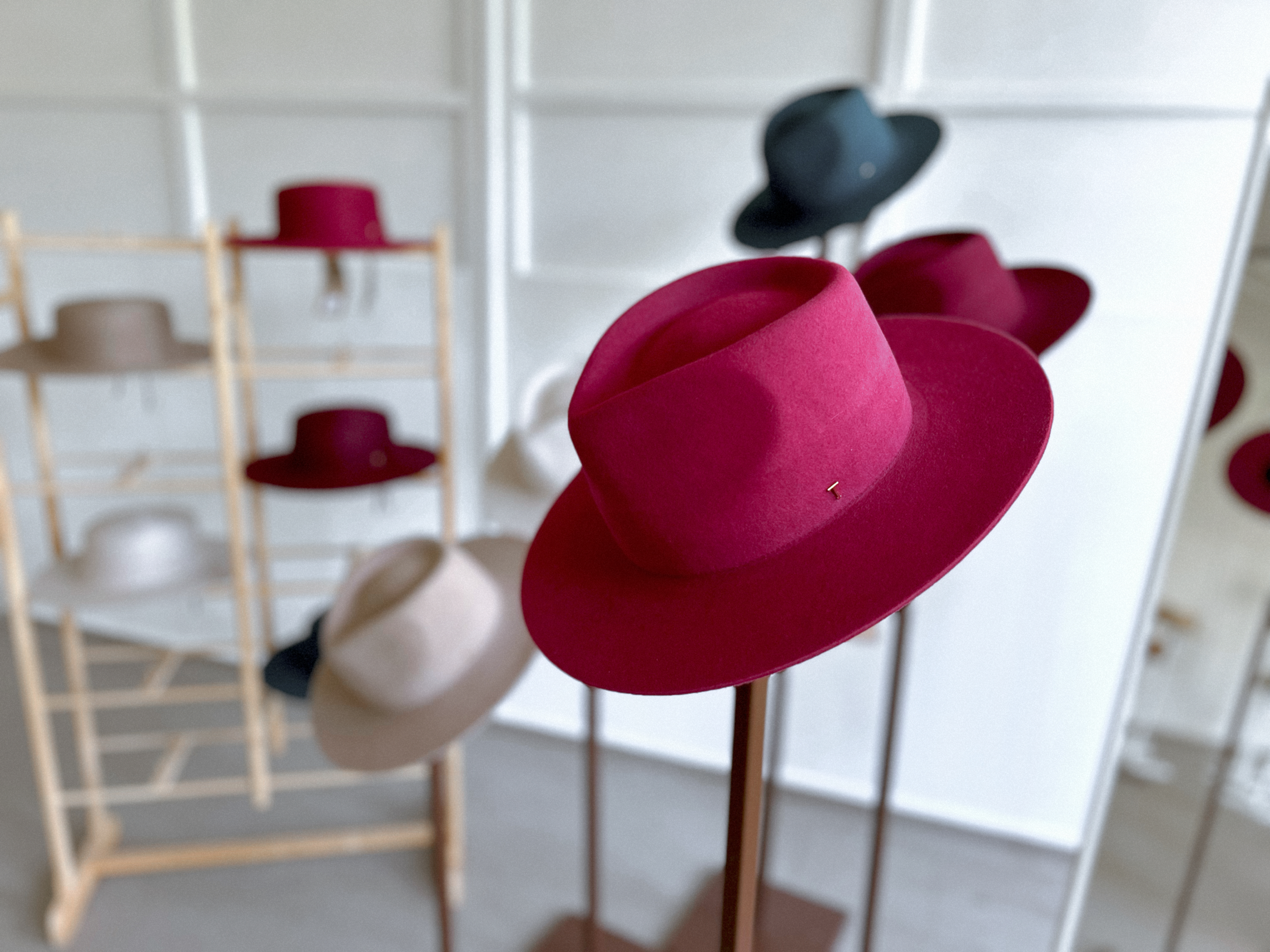
Kolekce FALL/WINTER 2025

## Historie
V roce 1630 byly v Novém Jičíně potvrzeny stanovy kloboučnického cechu. V rocce 1799 byl do cechu přijat  Jan Nepomuk Hückel a založil kloboučnickou dílnu. V roce 1865 se u firmy Hückel začaly používat stroje. 
1. ledna 1869 bylo pozměněno jméno továrny na J. Hückel a synové a toto jméno měla továrna až do znárodnění po 2. světové válce.
Další závod Tonaku se nacházel v Nasavrkách. Budova se zde nacházela na náměstí
TONAK byl v roce 2000 převzat svým konkurentem, rovněž tradičním českým výrobcem pokrývek hlavy, společností Fezko.
Počátkem roku 2003 TONAK zaměstnával 740 zaměstnanců v Novém Jičíně a 385 ve Strakonicích.
TONAK patří od roku 2019 švédské investorské společnosti PCTC. V roce 2022 byly zaznamenány se 450 zaměstnanci tržby (za minulý rok) pod 5 milionů USD.
V roce 2024 získal TONAK ocenění Podnikatelské stříbro, které poukazuje na tradiční české značky s dlouholetou historií a kvalitními produkty.